# Salomon Mintz

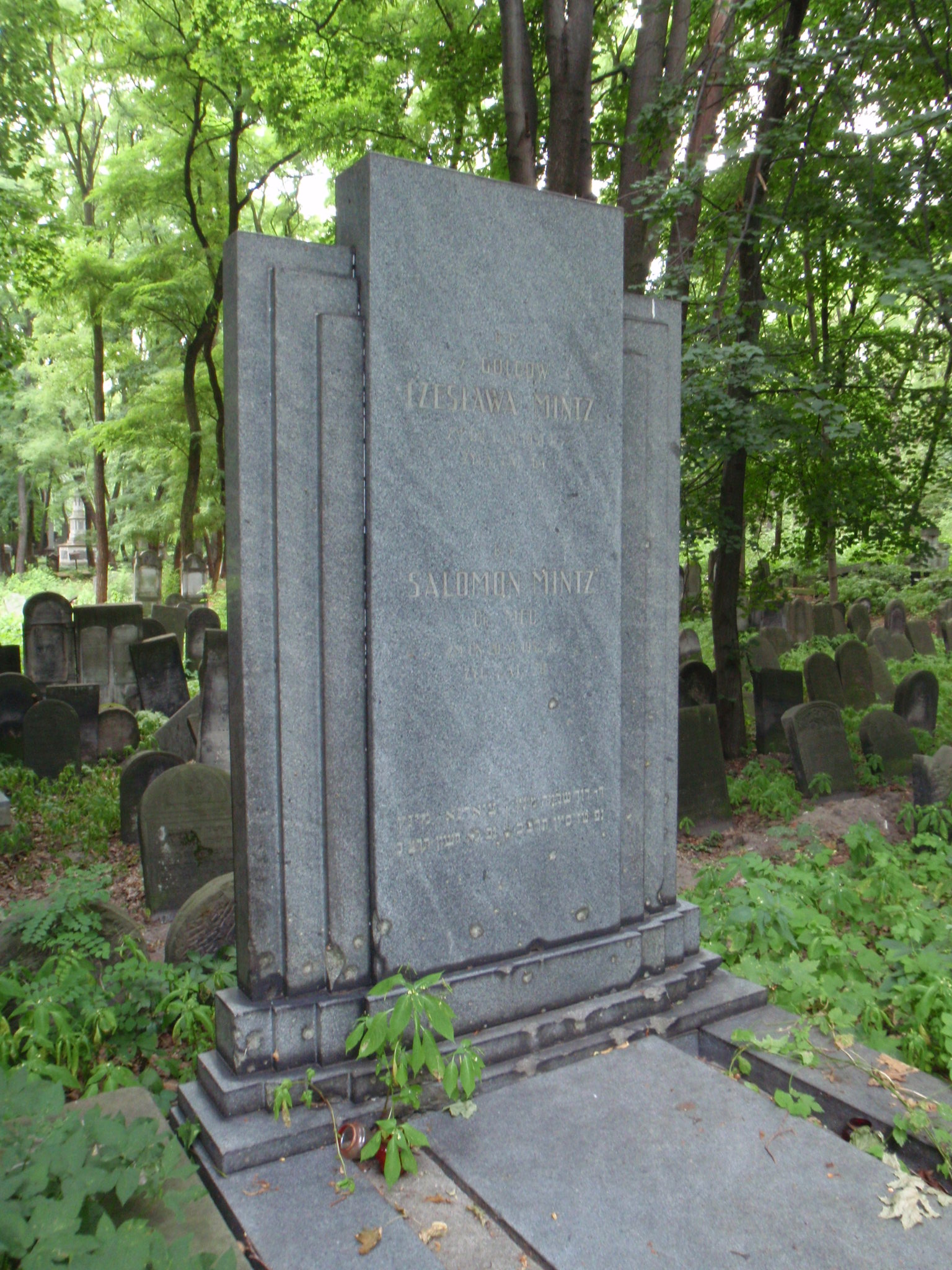
Grób Salomona Mintza i jego żony Czesławy na cmentarzu żydowskim w Warszawie

Salomon Dawid Mintz (ur. 1861, zm. 20 czerwca 1932 w Warszawie) – polski lekarz żydowskiego pochodzenia. Prowadził wolną praktykę i publikował głównie prace z dziedziny gastrologii i higieny. Opracował nową metodę oznaczania kwasu solnego w żołądku (metoda Mintza).
Pochowany jest obok żony Czesławy z domu Gold (zm. 1931) na cmentarzu żydowskim przy ulicy Okopowej w Warszawie.

## Prace
- Hygiena biblijna w świetle krytyki spółczesnej. Warszawa, 1901
- Choroby zakaźne u żydów. Częstość zachorowań i śmiertelność u żydów w chorobach zakaźnych. Rzecz czytana w Zrzeszeniu lekarzy Rzeczypospolitej Polskiej. Żydowskie Stowarzyszenie Medyków Uniw. Warszawskiego, 1925
- O prorokach: rzut oka na istotę i dzieje proroctwa. M.J. Freud, 1930